# IC 2450
IC 2450 — галактика типу S0 (спіральна галактика) у сузір'ї Рак.
Цей об'єкт міститься в оригінальній редакції індексного каталогу.